# اتم برای صلح

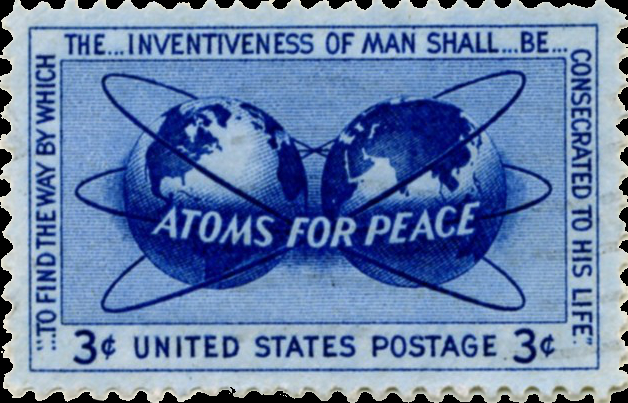
تمبر یادمان که در ایالات متحده آمریکا چاپ شد

اتم برای صلح عنوان یکی از سخنرانی‌های دوایت آیزنهاور رئیس‌جمهور پیشین ایالات متحده آمریکا است. این سخنرانی در ۸ دسامبر ۱۹۵۳ در مجمع عمومی سازمان ملل متحد صورت گرفت.
دولت آمریکا تحت این نام نمایشگاه‌هایی در کشورهای گوناگون برگزار کرد که هدف آن تبلیغ سودمند بودن انرژی اتمی و رفع نگرانی مردم از جنبه‌های نظامی و مرگبار انرژی اتمی بود. در سال ۱۳۳۵ با همکاری آمریکا نمایشگاهی با همین نام در دانشگاه تهران برپا شد که محمدرضا شاه آن را افتتاح کرد. همچنین با کمک آمریکا نیروگاه‌های اتمی در ایران، فلسطین و پاکستان دایر گردید.